# Miami Beach
Miami Beach es una ciudad ubicada en el condado de Miami-Dade en el estado de Florida (Estados Unidos). En el Censo de 2010 tenía una población de 87.779 habitantes y una densidad poblacional de 2.233,68 personas por km².

## Geografía
Miami Beach se encuentra ubicada en las coordenadas 25°48′55″N 80°8′23″O / 25.81528, -80.13972. Según la Oficina del Censo de los Estados Unidos, Miami Beach tiene una superficie total de 39.3 km², de la cual 19.75 km² corresponden a tierra firme y (49.74%) 19.55 km² es agua.

## Descripción
South Beach es una de las zonas más populares de Miami Beach; en sus playas se permite tomar baños de sol en topless. Otra de sus atracciones es una vida nocturna muy activa y dinámica, con más de 150 clubes, discotecas y similares, así como innumerables restaurantes.
Miami Beach es uno de los primeros 30 destinos para el turismo gay en Estados Unidos.
Miami Beach y sus alrededores se han convertido también en hogar de un creciente número de comunidades judías ortodoxas, las cuales han creado una red de sinagogas. También se encuentran muchas personas propietarias de viviendas veraniegas las cuales utilizan para huir del invierno de los estados más al norte del país.
South Beach (también conocida como SoBe o simplemente The Beach (la Playa)), el área de Biscayne Street (también conocida como calle South Pointe Drive) ubicada una cuadra al sur de la calle de 1st Street hasta aproximadamente la calle de 23rd Street, es uno de los vecindarios más populares de Miami. Si bien las mujeres en topless tomando el sol no son oficialmente legales, South Beach y varias piscinas de hoteles de Miami Beach son tolerantes con las mujeres sin sostenes. Antes de que el programa de televisión de Policía de Miami ayudara a popularizar la zona, SoBe se encontraba en un estado de abandono urbano, con edificios vacíos y una alta tasa de criminalidad. Hoy en día, se considera una de las zonas comerciales más ricas de la playa, pero la pobreza y la delincuencia aún persisten en algunos lugares cercanos.
Es la primera zona del siglo XX acredidada por el Registro Nacional de Lugares Históricos, la que atrae turistas cada año.
Miami Beach, especialmente Ocean Drive, que ahora es un vecindario Art Deco, también fue demostrado en el largometraje de 1983 Scarface y en la comedia de 1996 The Birdcage.

## Demografía

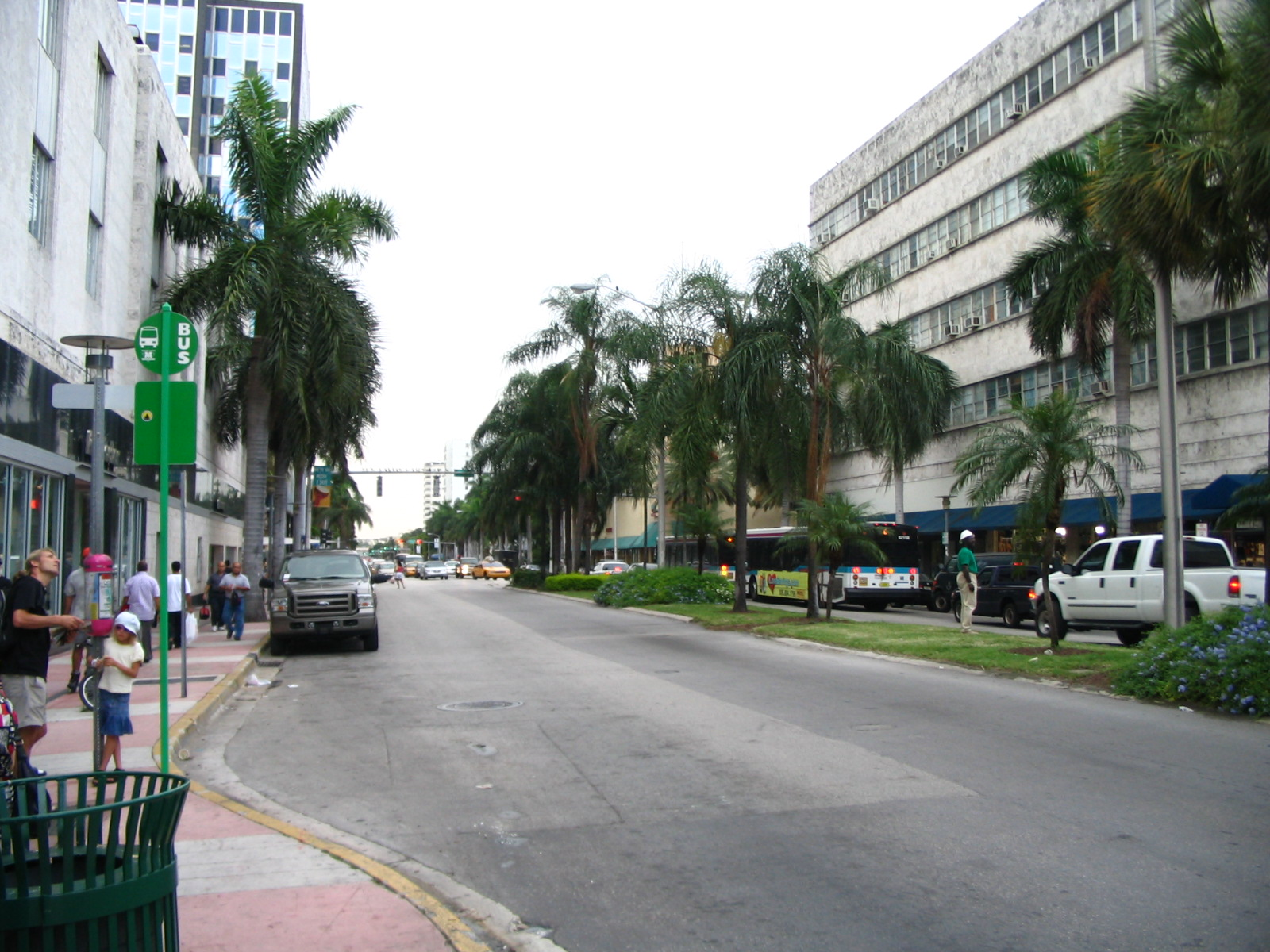
Esquina de Washington Avenue y Lincoln Road, en el centro de Miami Beach.

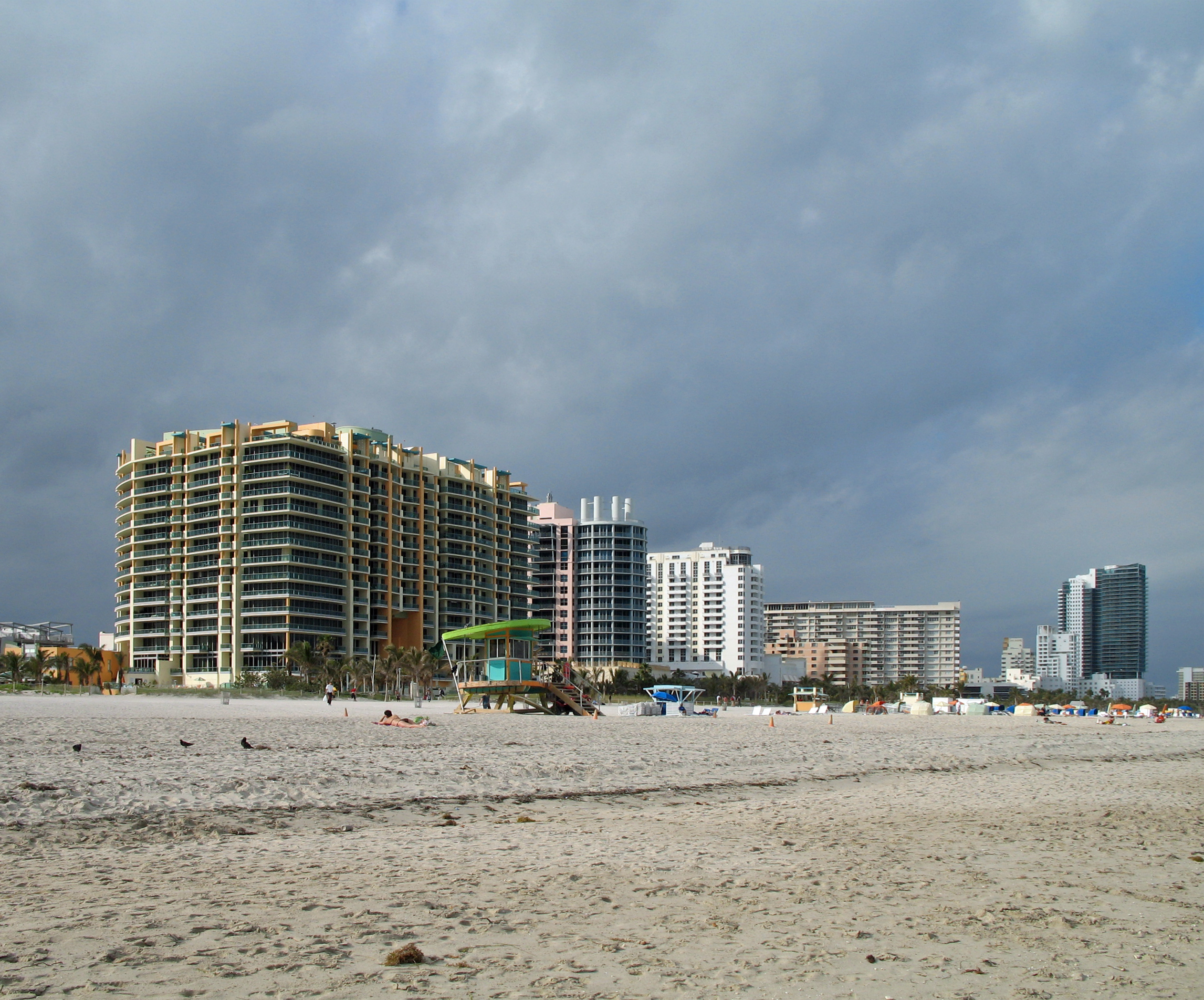
Playa

Según el censo de 2010, había 87.779 personas residiendo en Miami Beach. La densidad de población era de 2.233,68 hab./km². De los 87.779 habitantes, Miami Beach estaba compuesto por el 87.35% blancos, el 4.36% eran afroamericanos, el 0.29% eran amerindios, el 1.86% eran asiáticos, el 0.05% eran isleños del Pacífico, el 3.42% eran de otras razas y el 2.66% pertenecían a dos o más razas. Del total de la población el 53.05% eran hispanos o latinos de cualquier raza.
Según el censo de 2000, el ingreso medio por hogar es de $27,322, y el ingreso medio por familia de $33,440. Los hombres tienen un ingreso promedio de $33,964 mientras que las mujeres ganan $27,094. En general, el ingreso per cápita en la ciudad es de $27,853. El 21.8% de la población, y el 17% de las familias están por debajo del límite de pobreza, mientras que del total de población, el 25.2% por debajo de 18 años así como el 24.5% de aquellos por encima de los 65 años, viven también por debajo del límite de pobreza.

## Barrios de Miami Beach

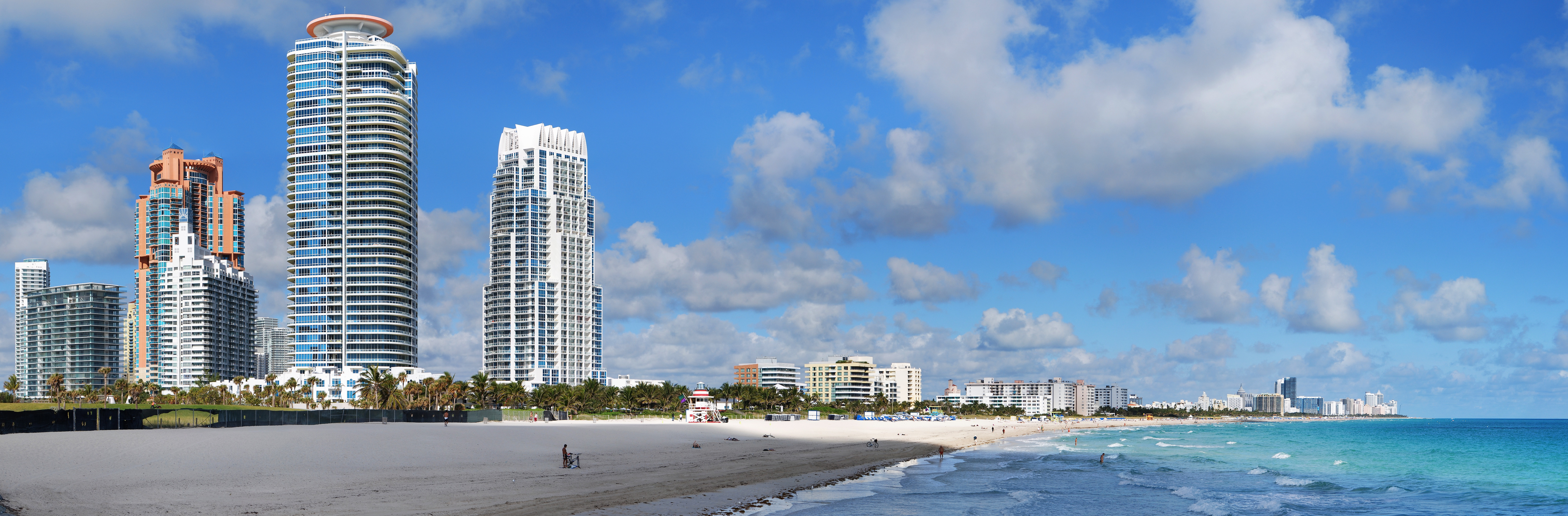
Panorama de South Beach.

Panorama del barrio histórico de Lummus Park.

- South Beach
- Star, Palm & Hibiscus Islands
- South Pointe
- Flamingo/Lummus
- West Avenue
- Venetian Islands
- City Center
- Bayshore
- Nautilus
- La Gorce
- Oceanfront
- North Shore
- Normandy Isles
- Normandy Shores
- Biscayne Pont
- Museo Bass
- New World Symphony
- Lincoln Road
- Grand Beach Hotel

## Galería

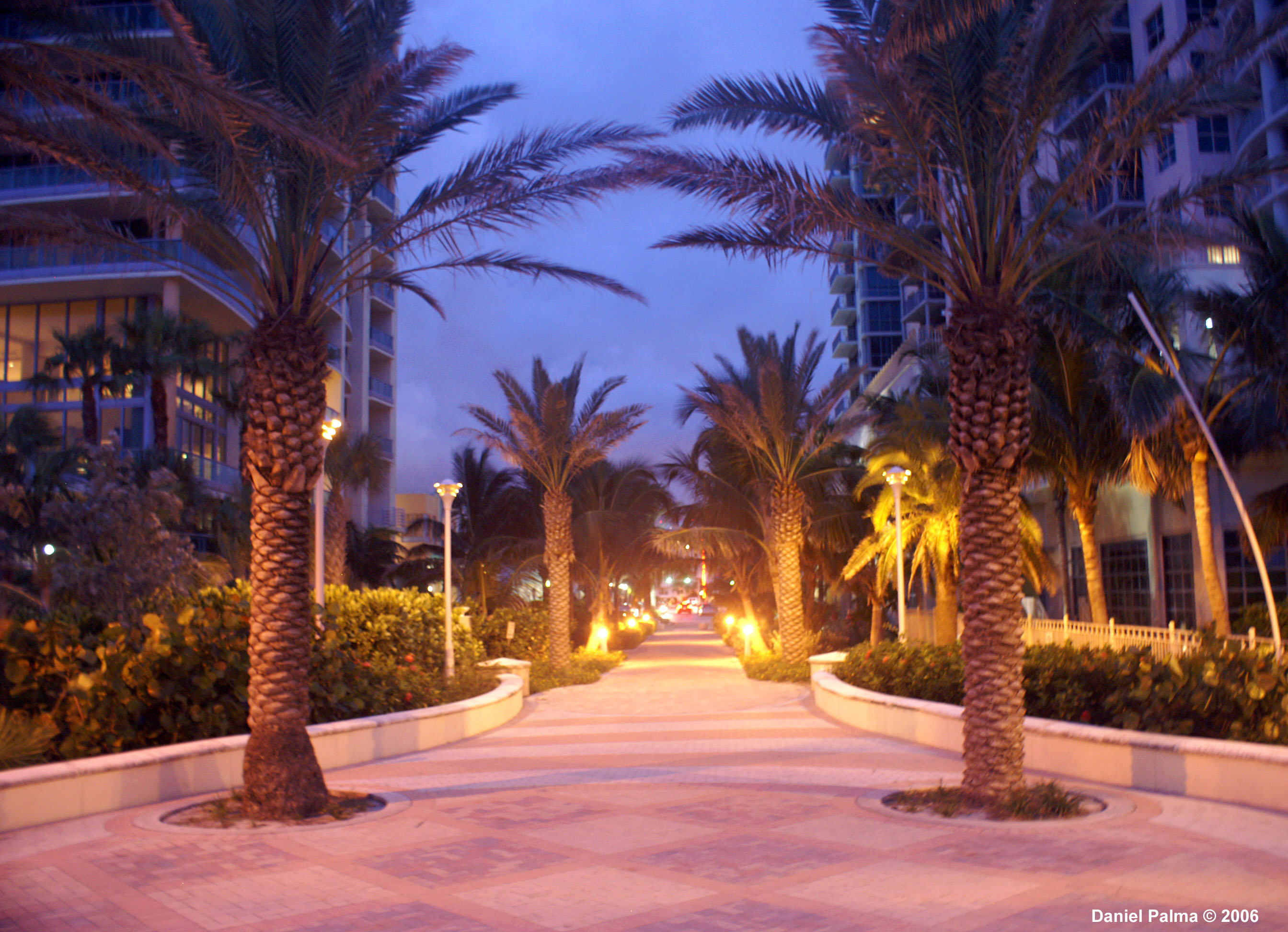
Entrada de la calle 15 y avenida Collins hacia el paseo marítimo de Miami Beach, FL
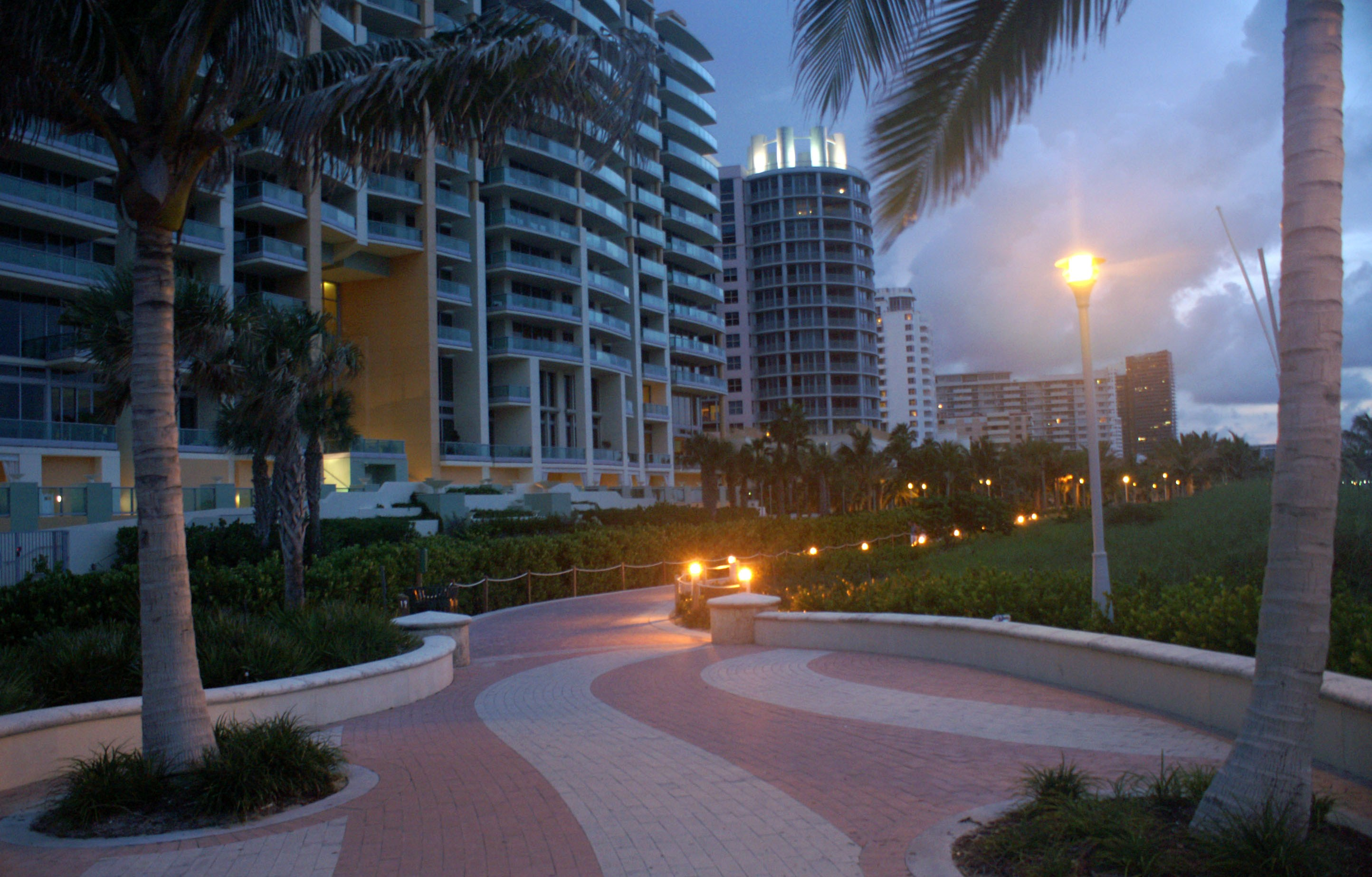
Entrada del Parque Lummus y Ocean Drive hacia el paseo marítimo de Miami Beach, FL
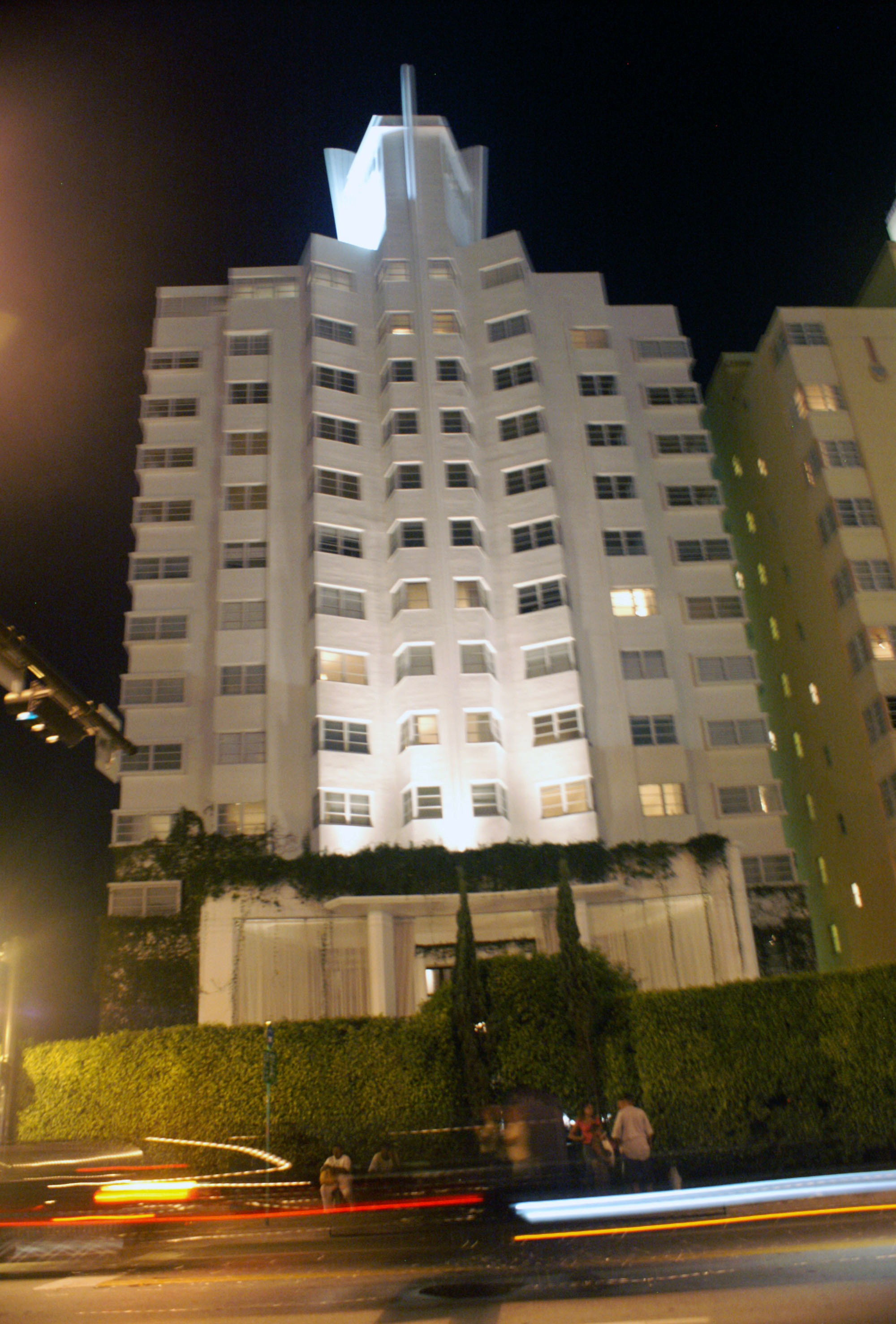
El Hotel Delano en la calle 17 y avenida Collins, Miami Beach, FL
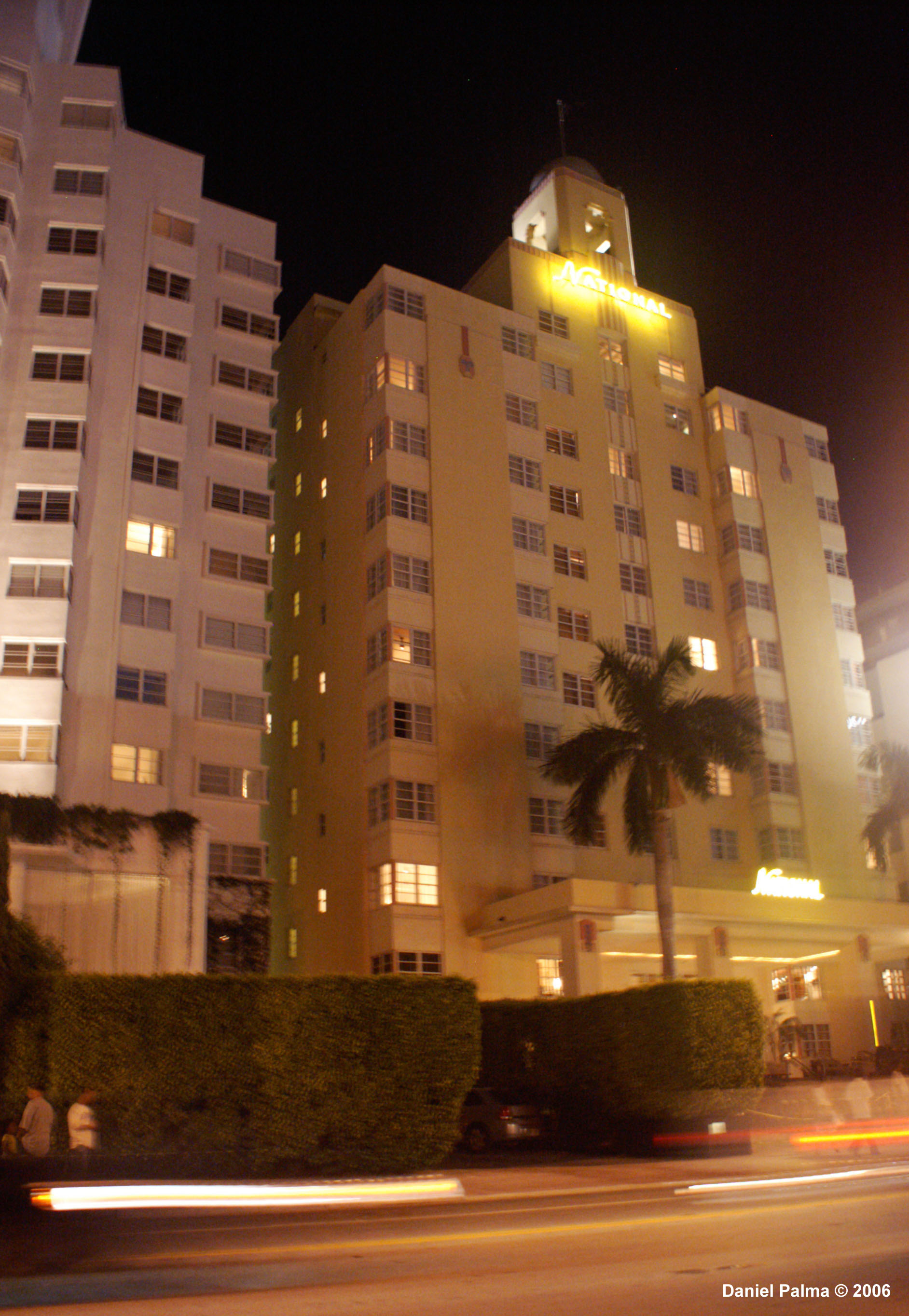
El Hotel National entre Lincoln Road y la calle 17 y la avenida Collins, Miami Beach, FL
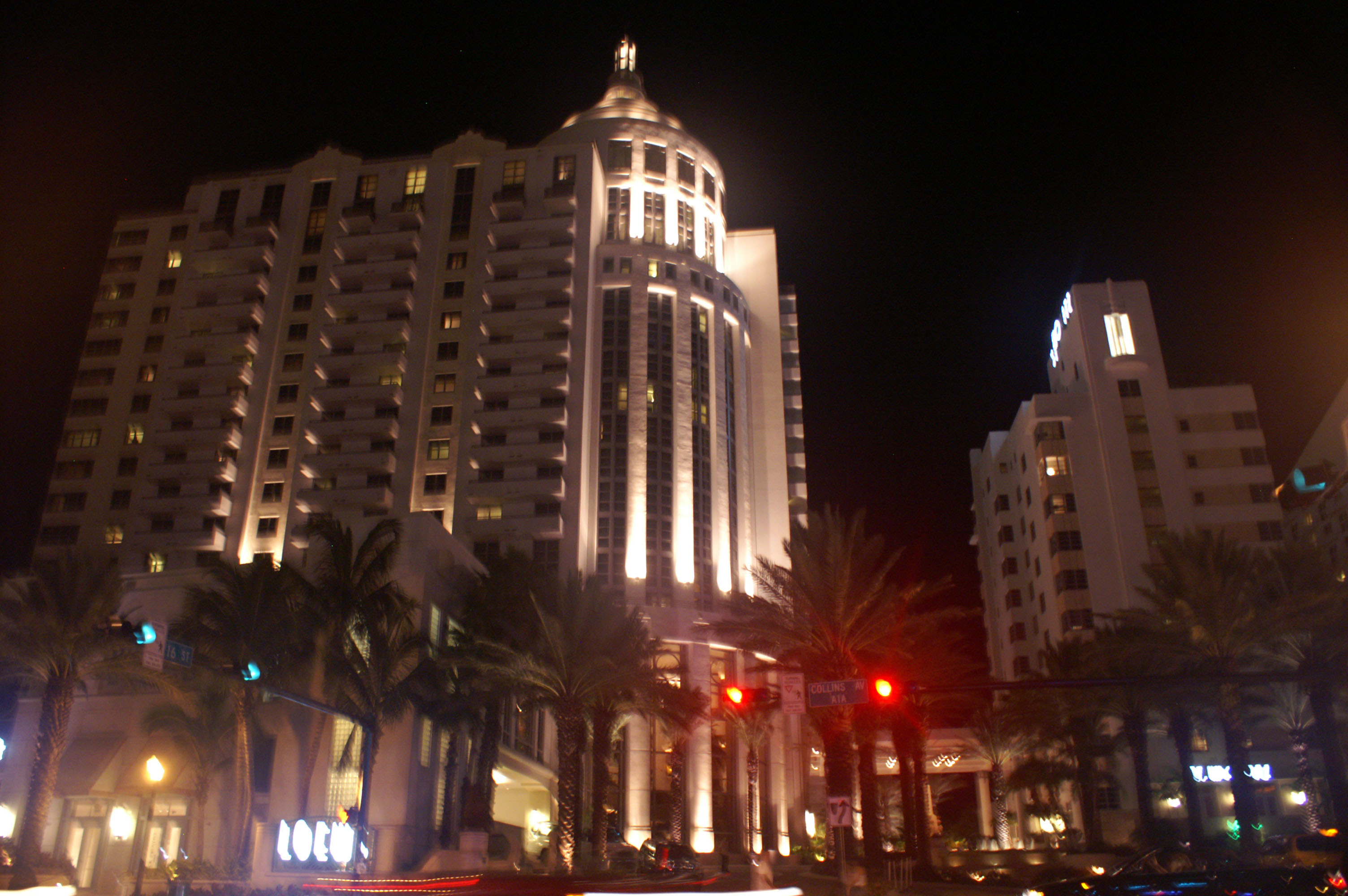
El Hotel Loews en la calle 16 y la avenida Collins, Miami Beach, FL
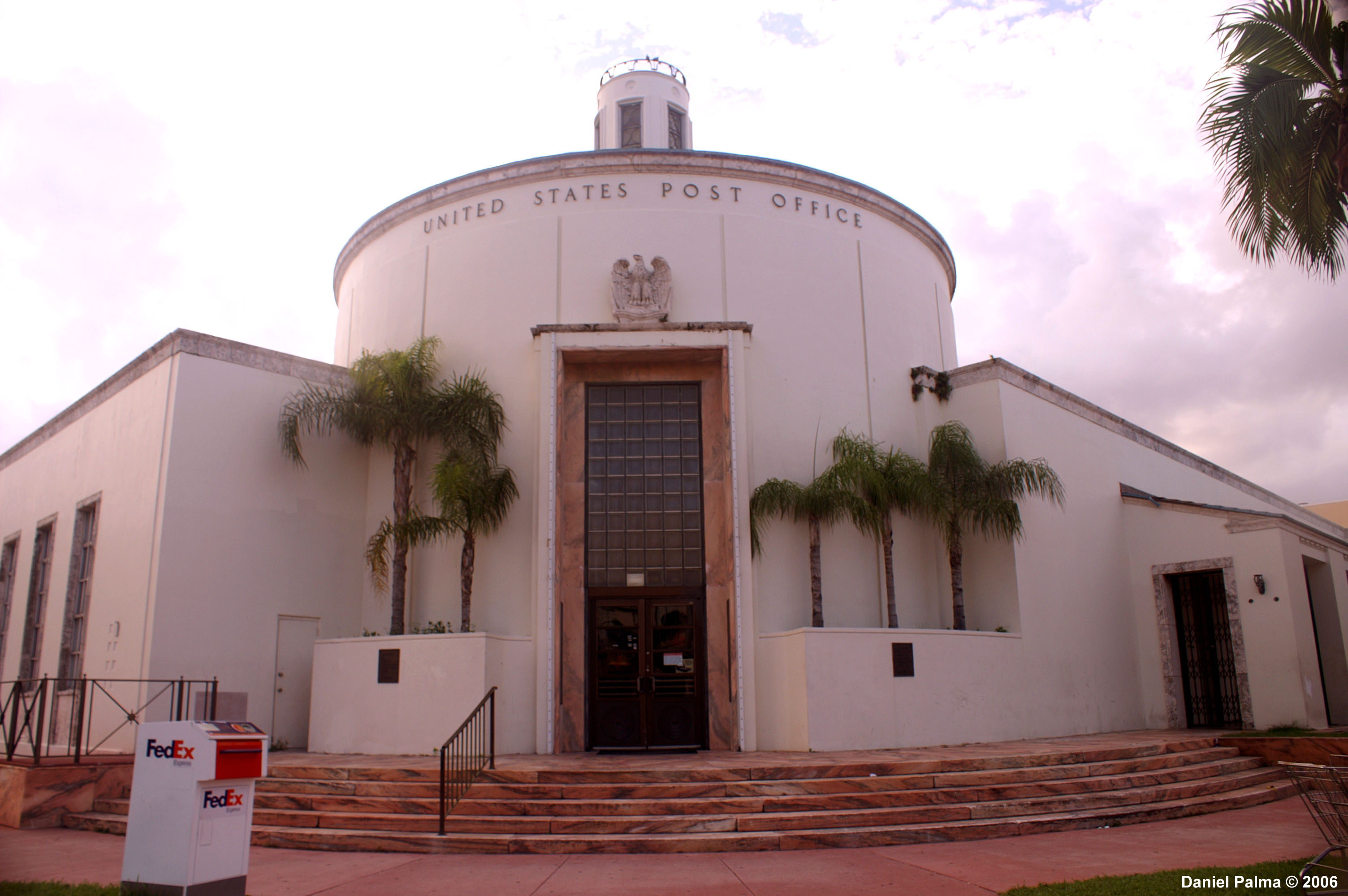
Oficina de Correos de Miami Beach en la calle 13 y la avenida Washington.
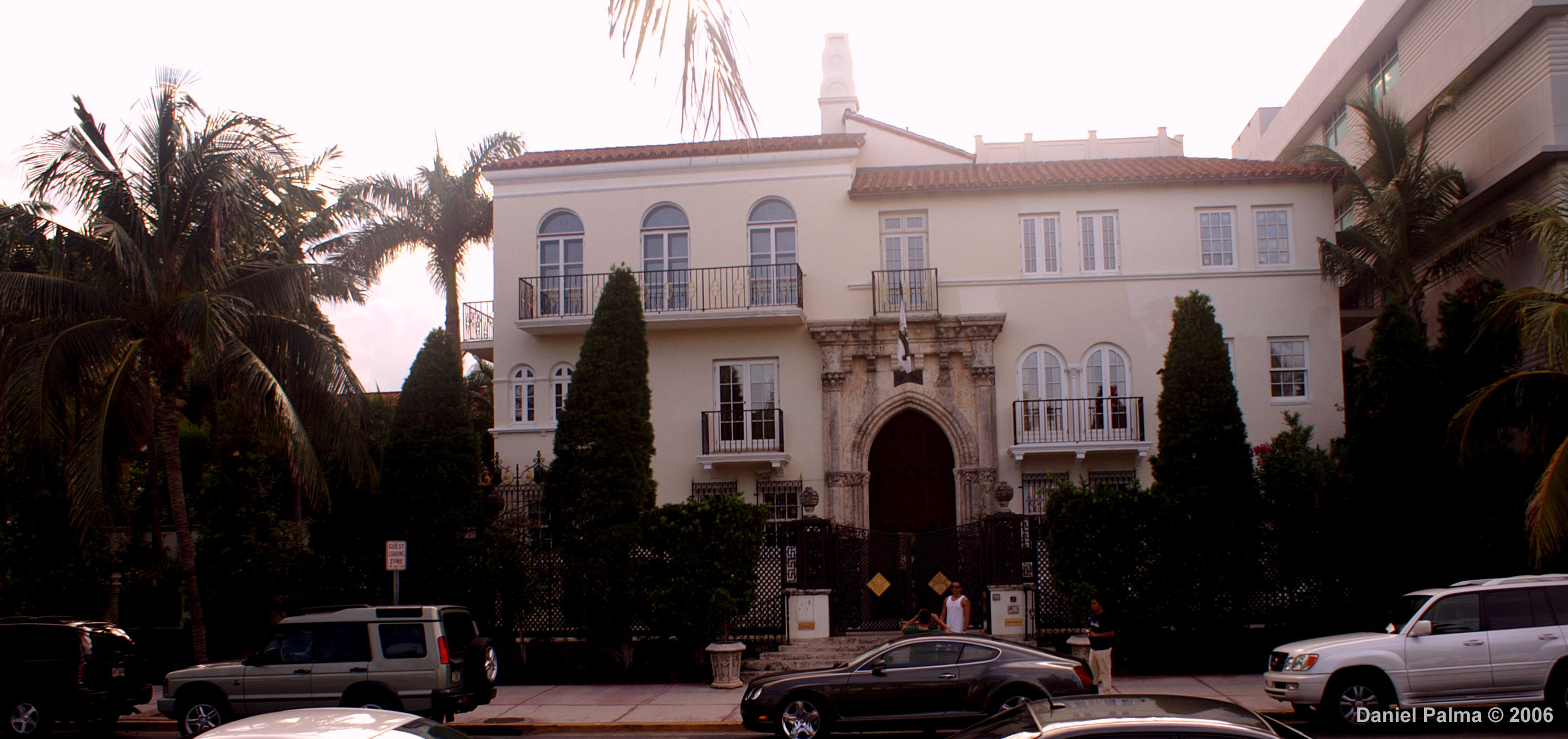
Mansión de Versace en la calle 11 y Ocean Drive, Miami Beach.
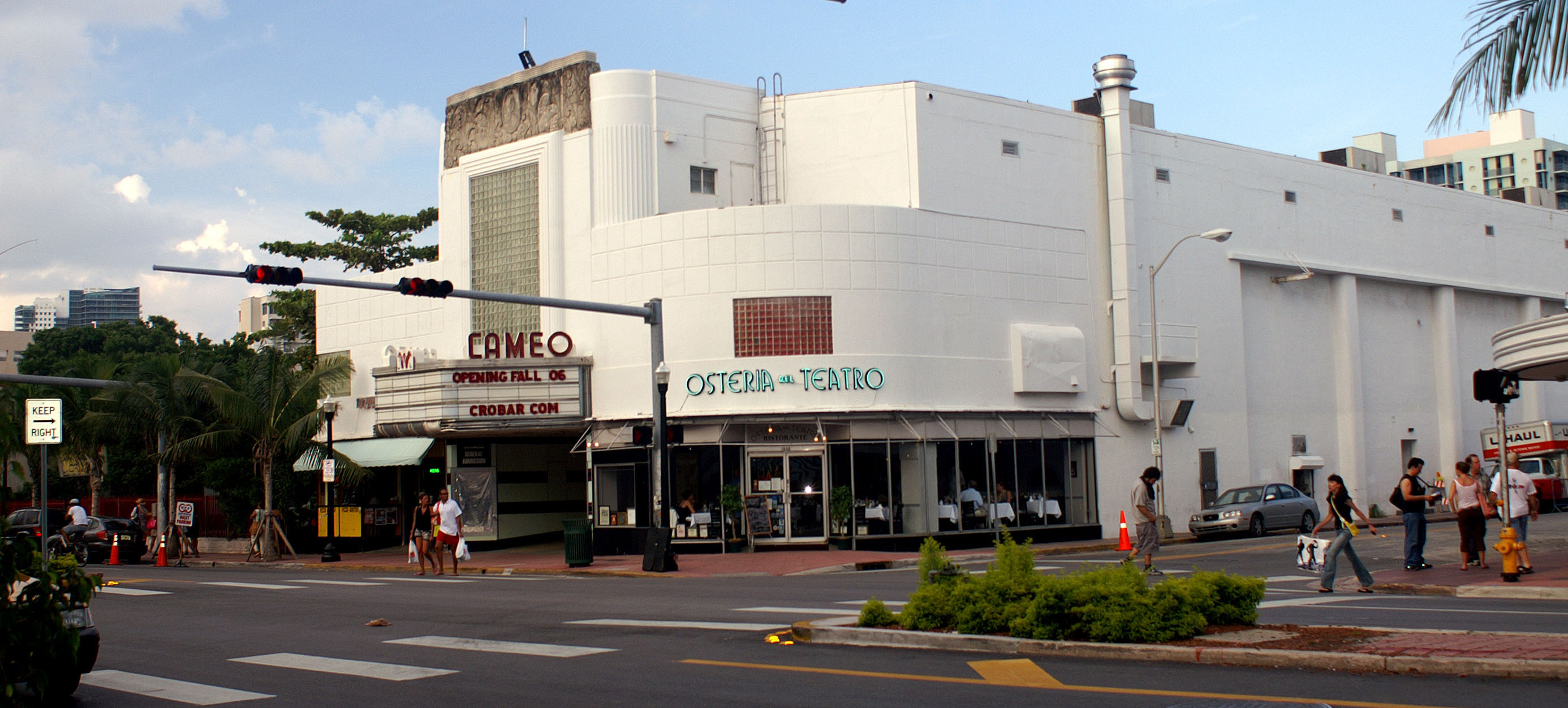
El Teatro Cameo y el restaurante Ostería del Teatro, avenida Washington y Española Way
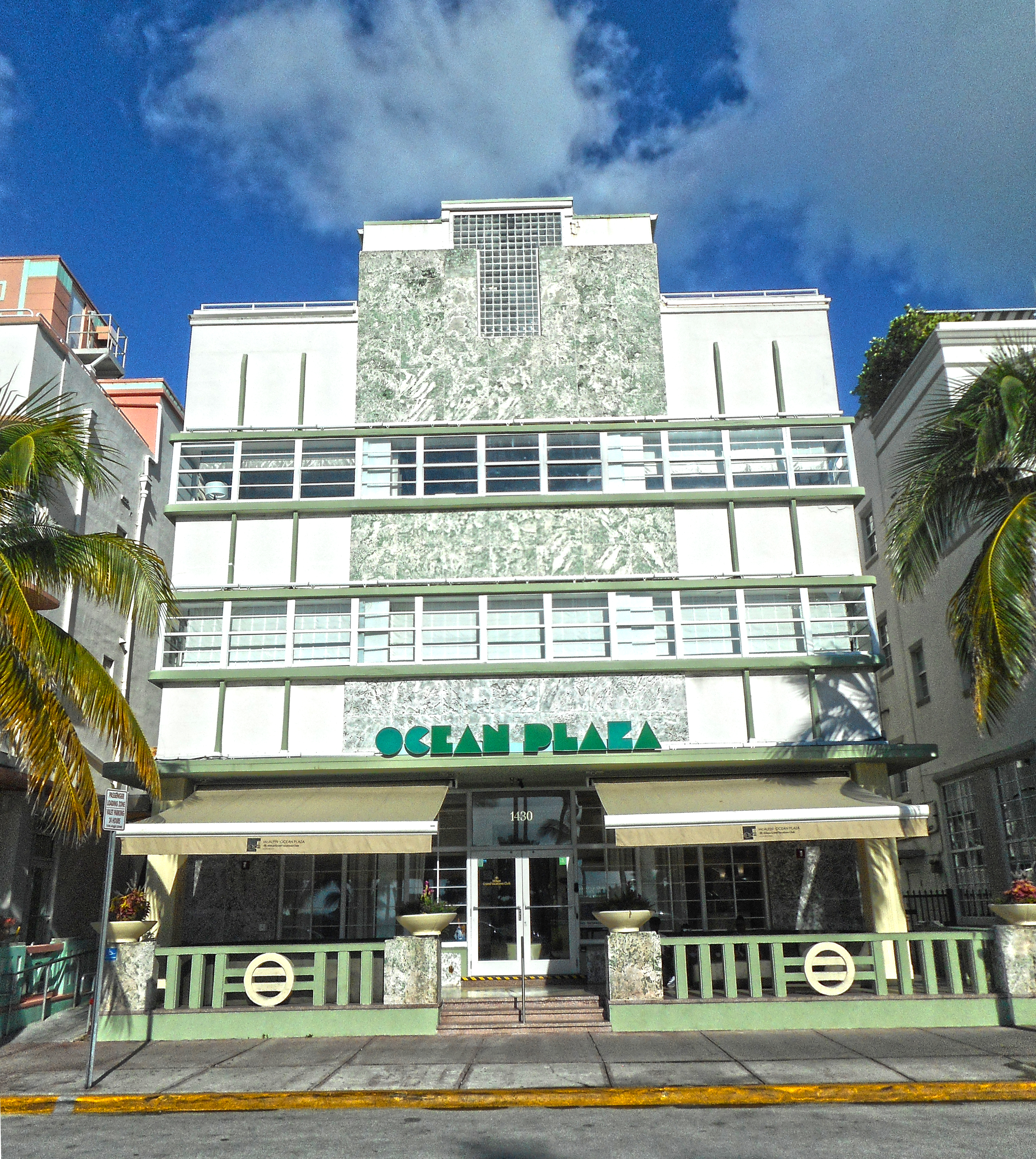
Hotel Ocean Plaza
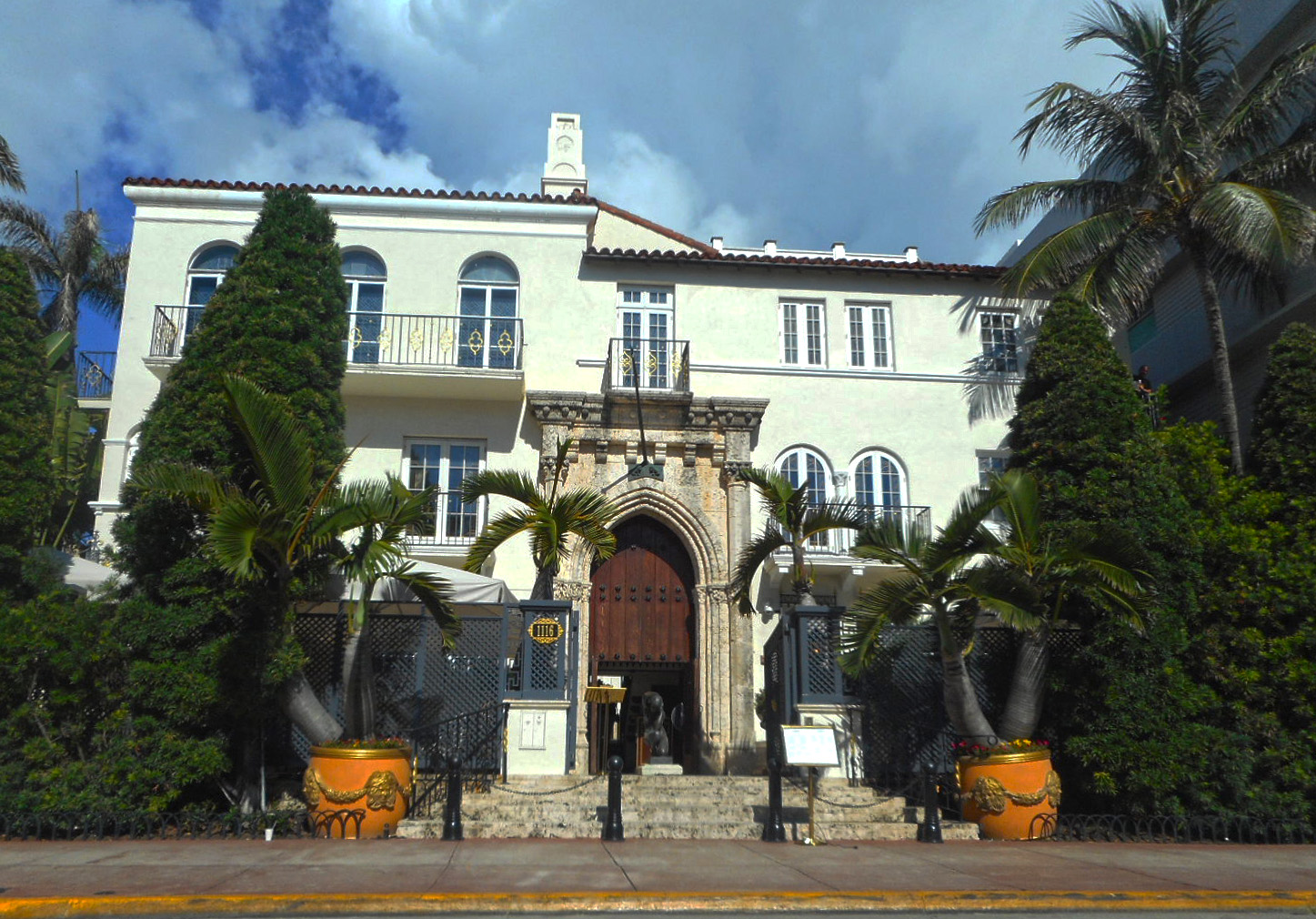
La mansión de Versace (Casa Casuarina)
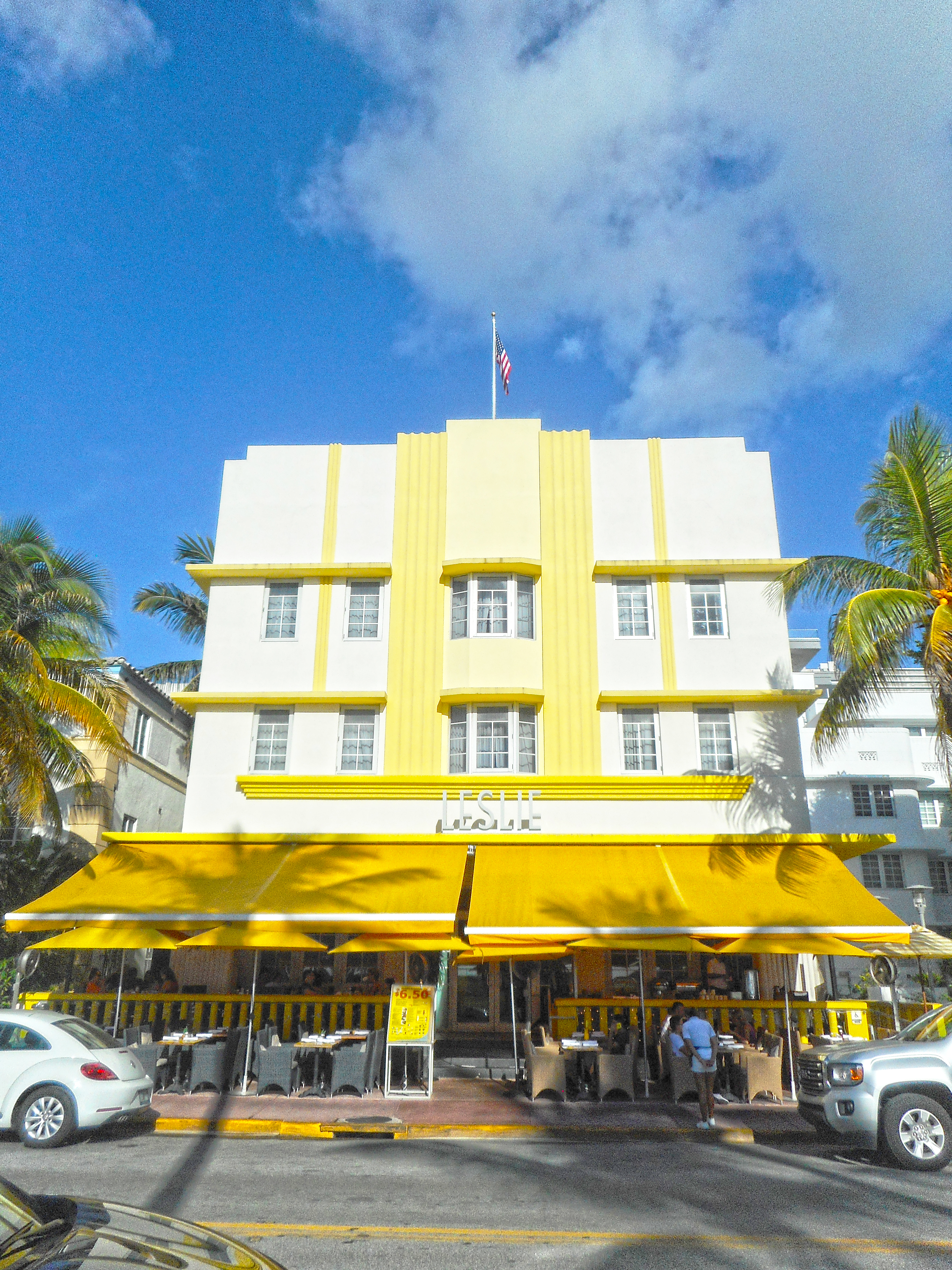
Hotel Leslie
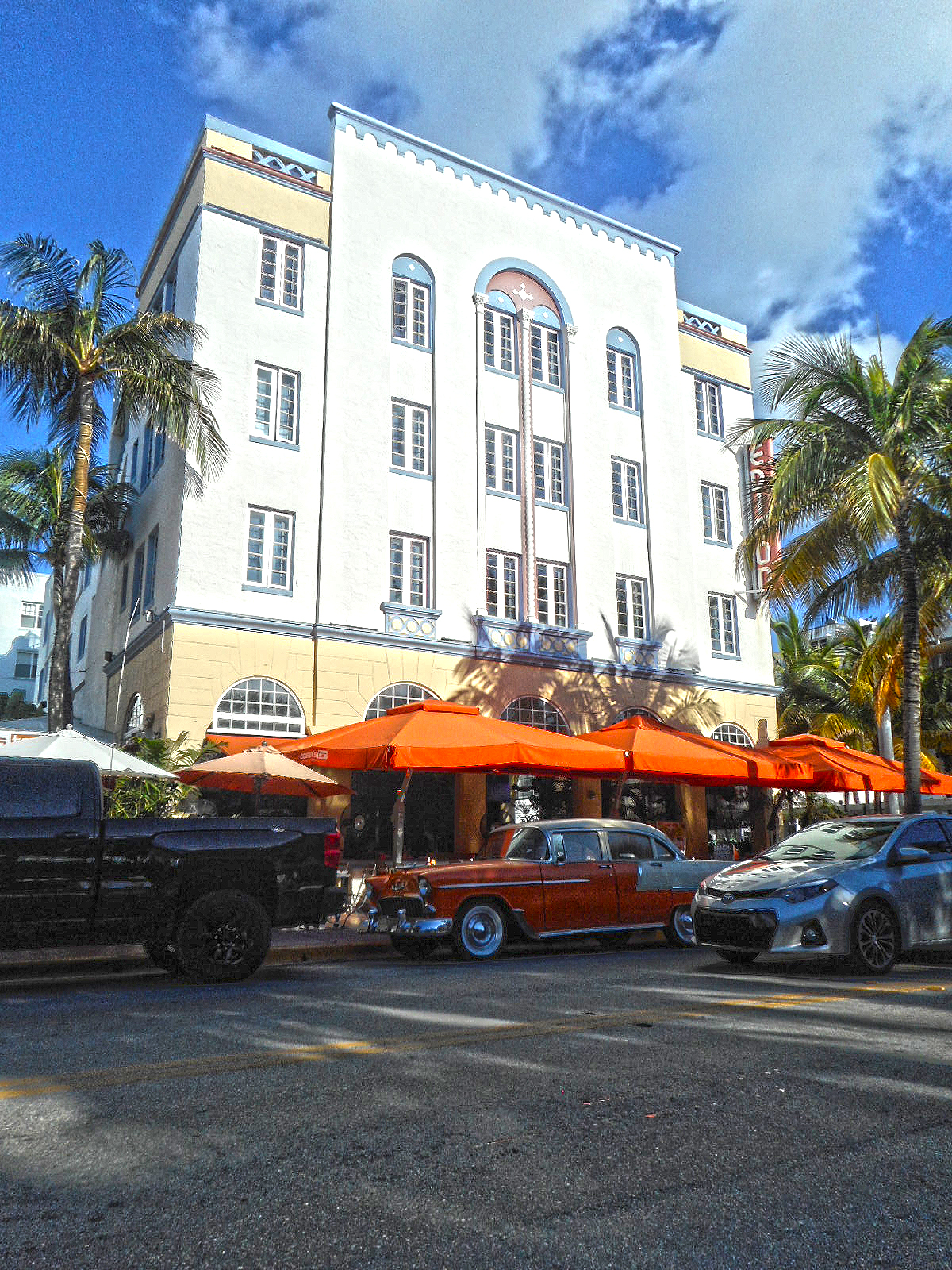
Hotel Edison
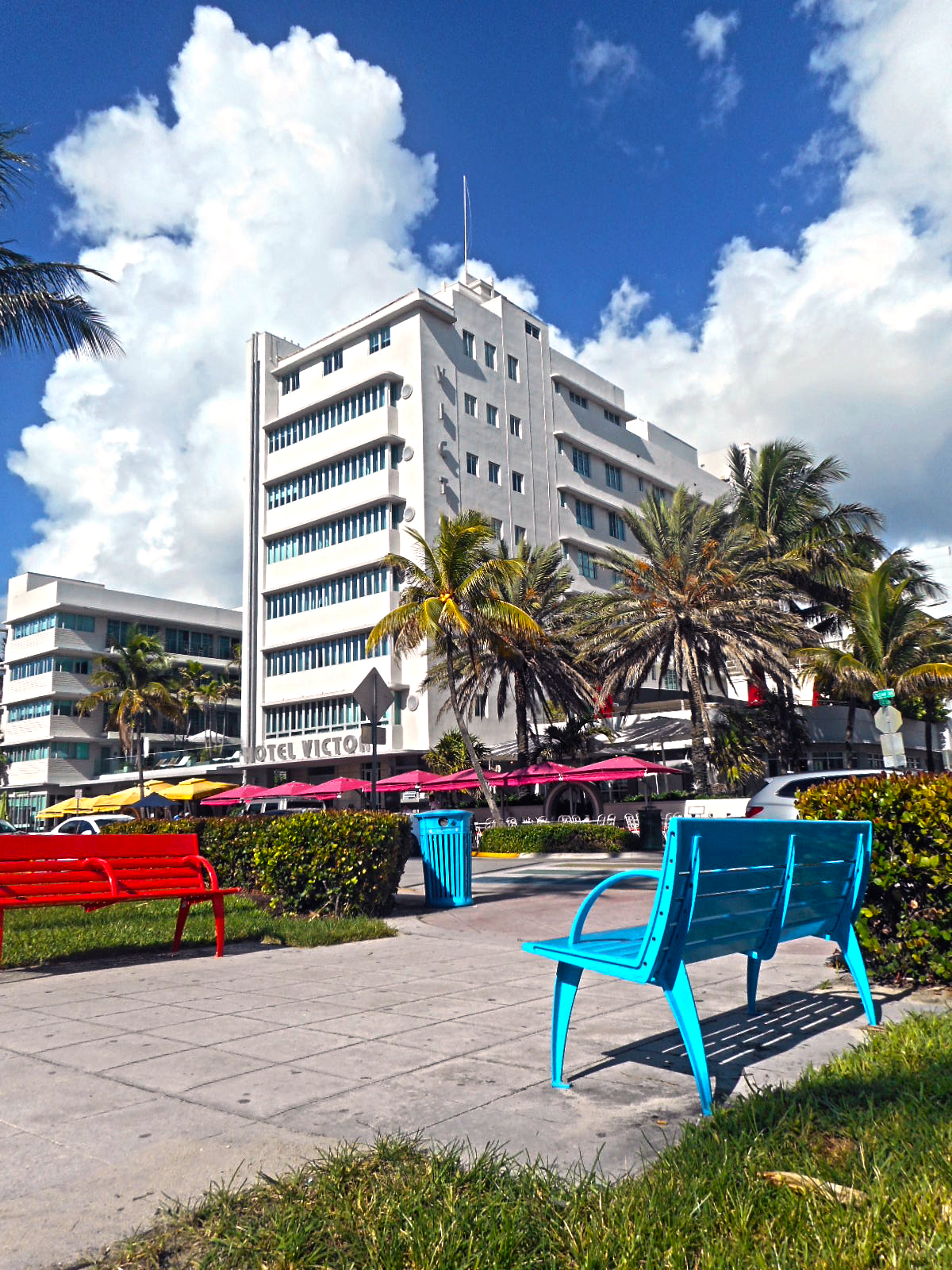
Hotel Víctor desde el parque Lummus
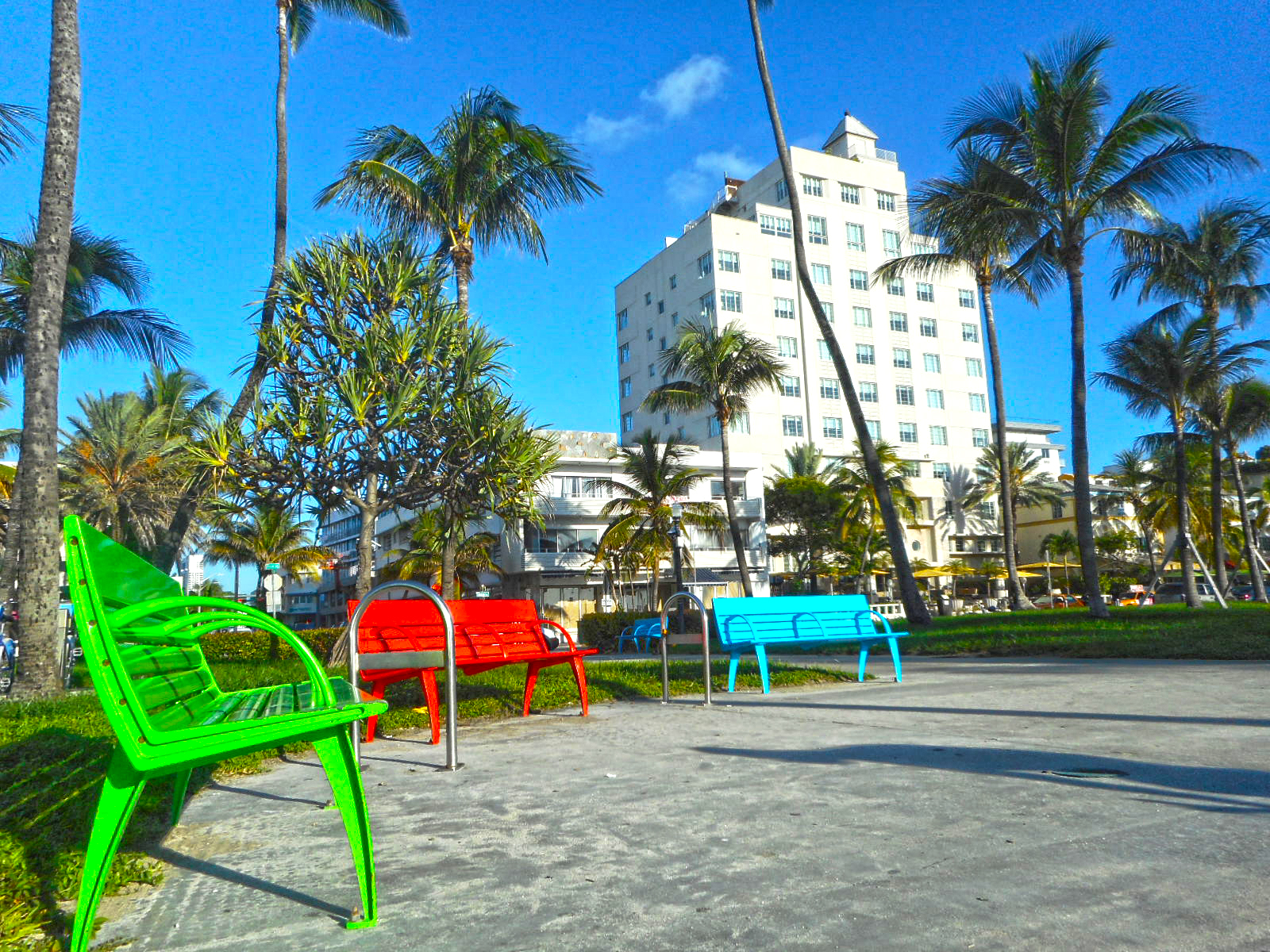
Hotel Tides desde el parque Lummus
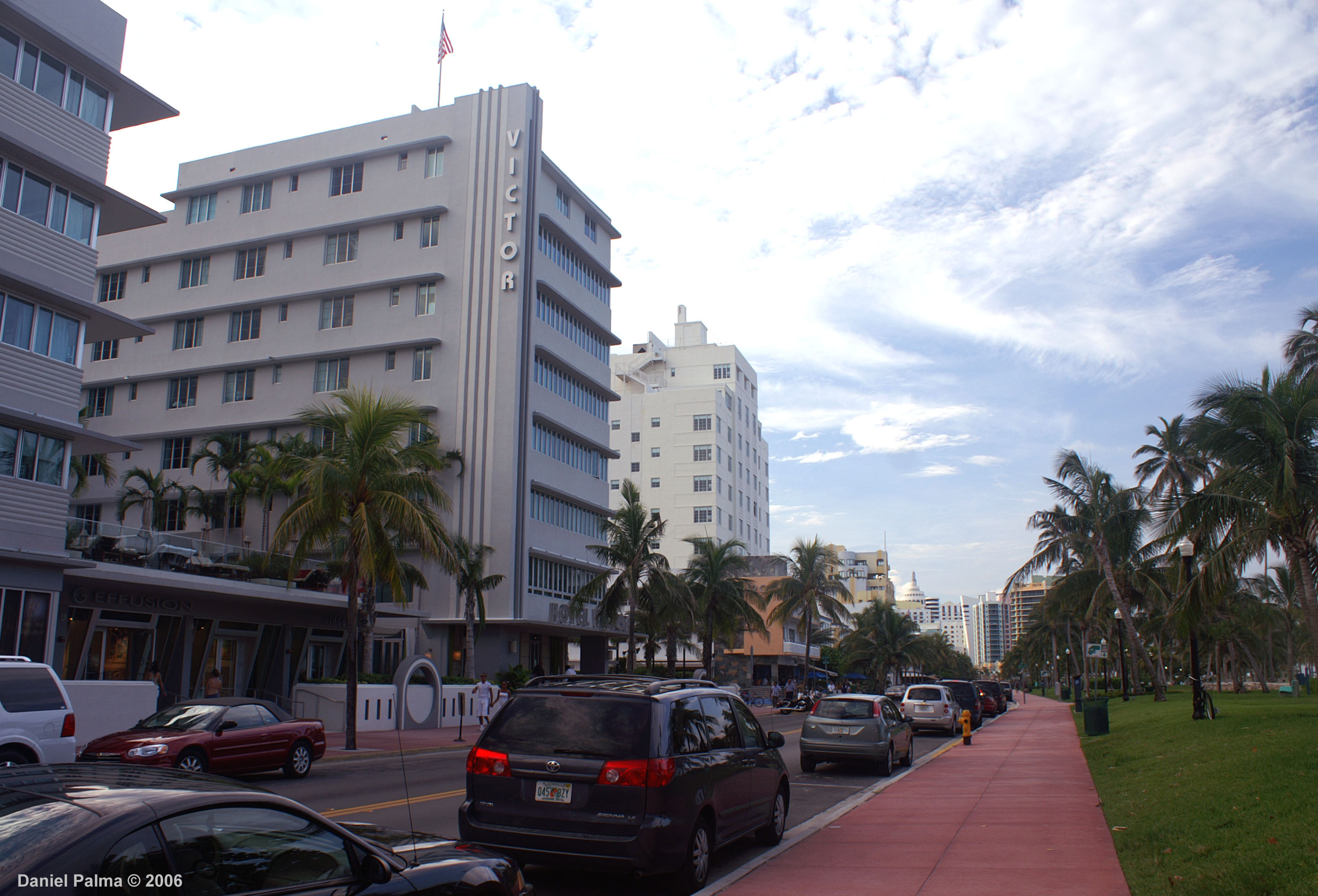
Hotel Víctor (a la izquierda)
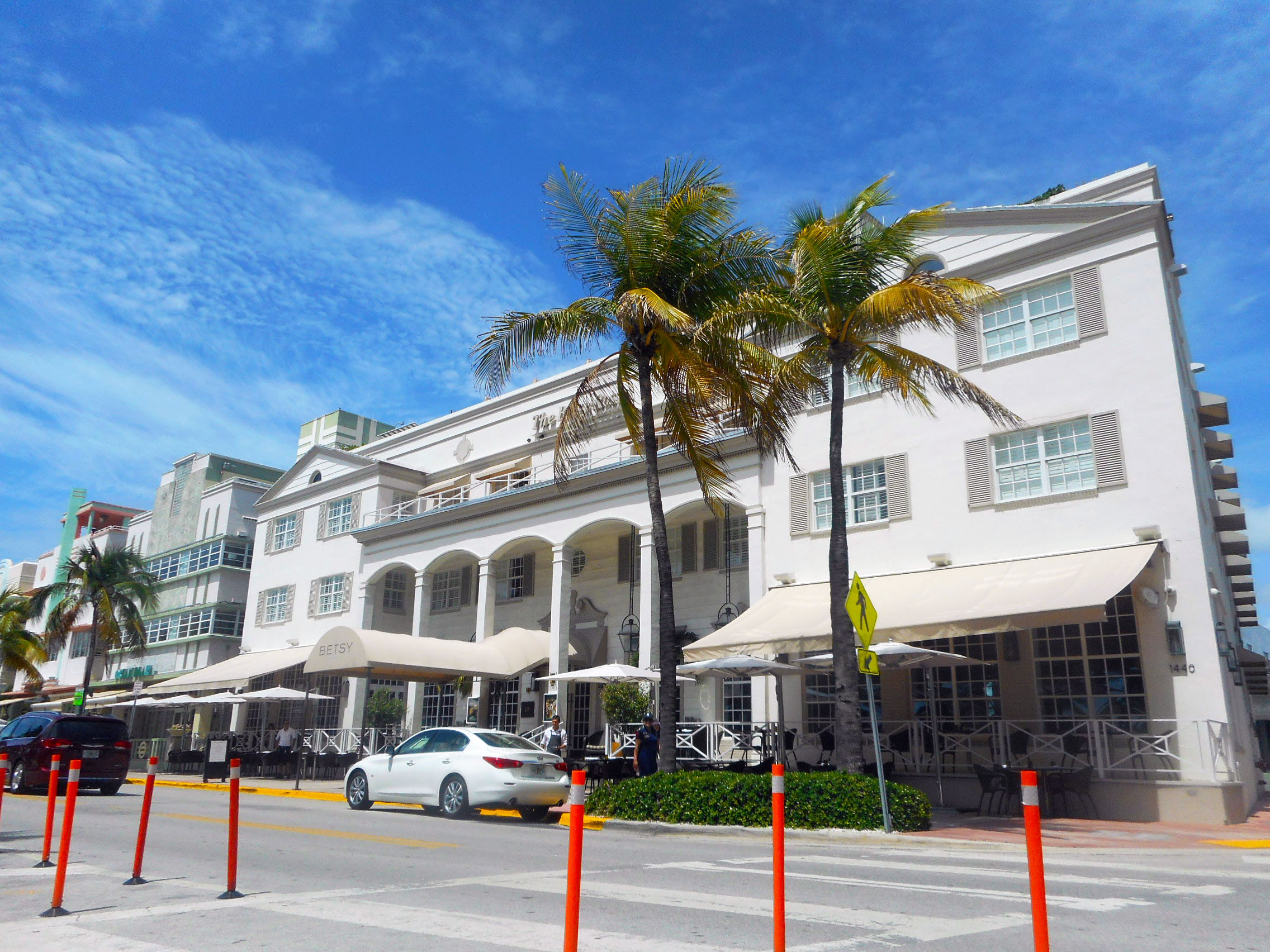
Hotel Betsy
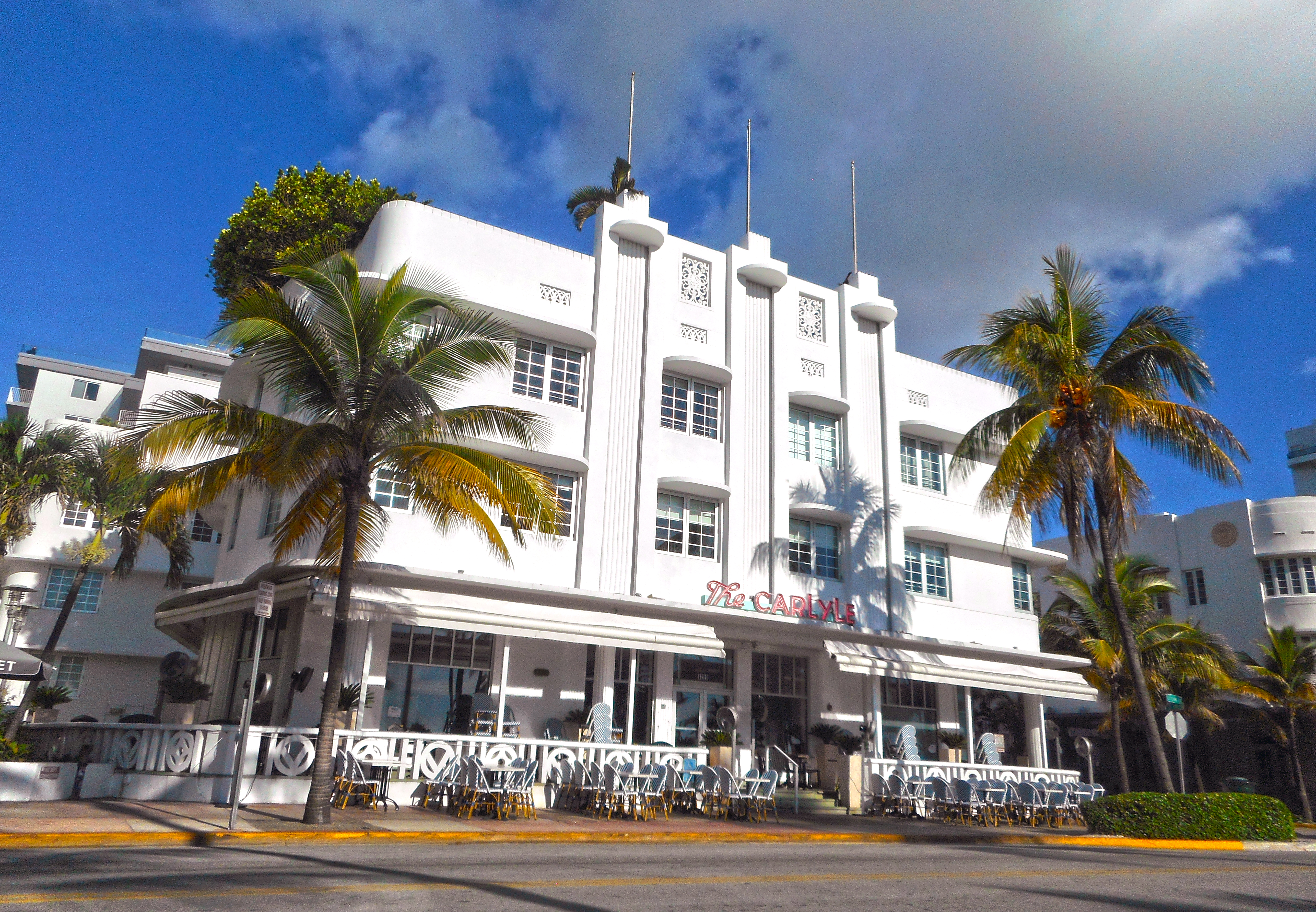
Hotel Carlyle
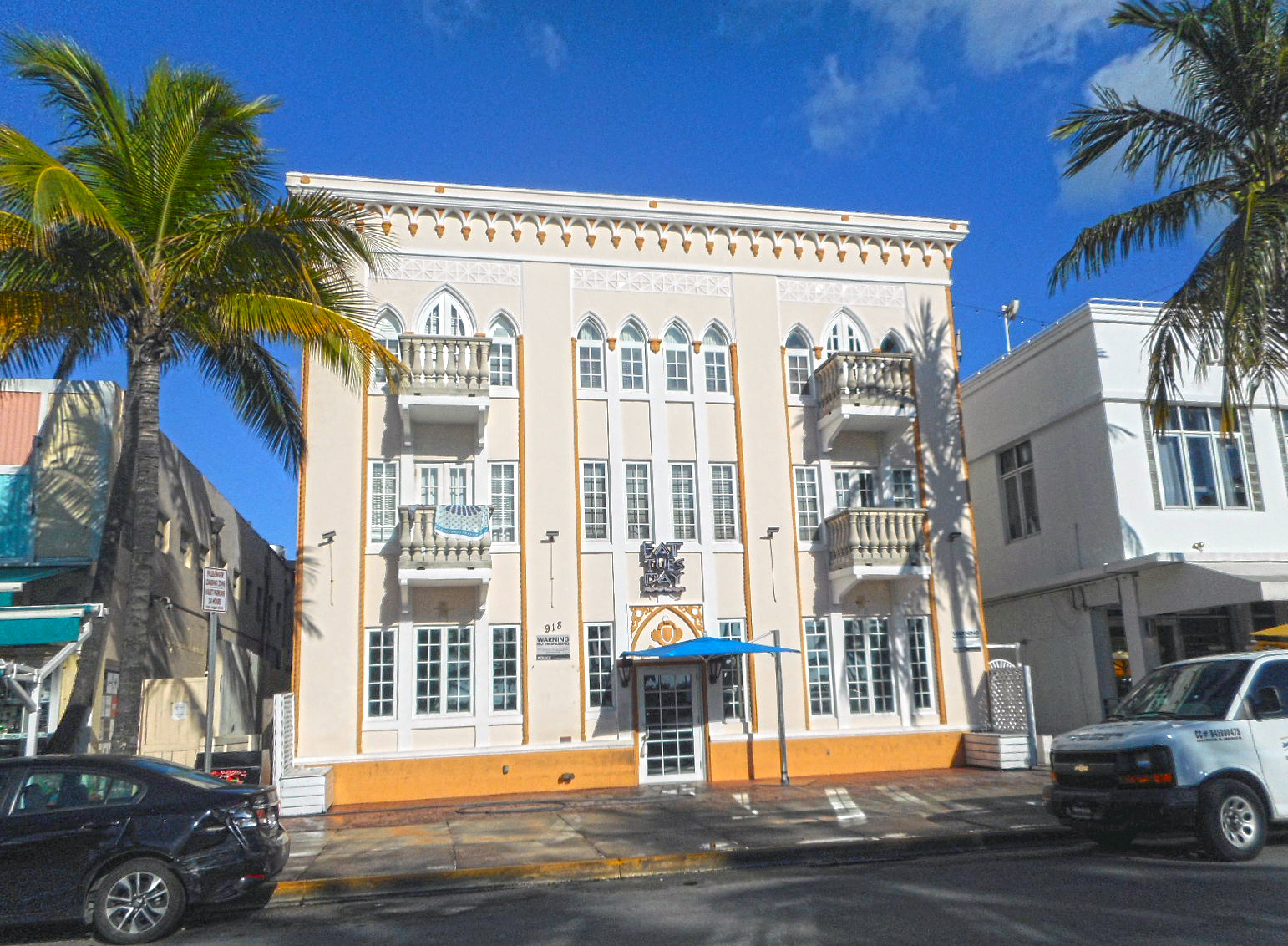
Fat Tuesday Miami Beach
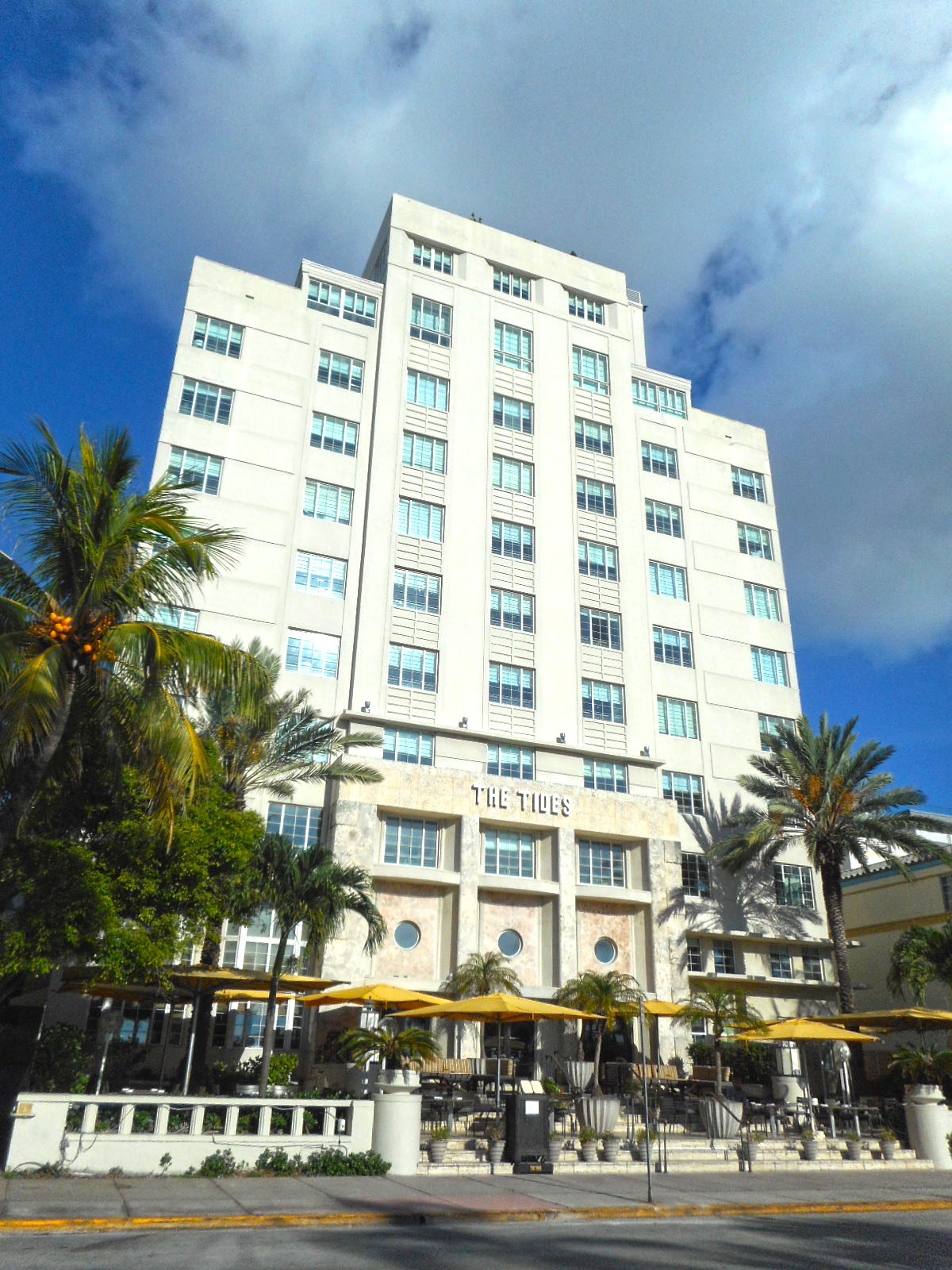
Hotel Tides

## Educación

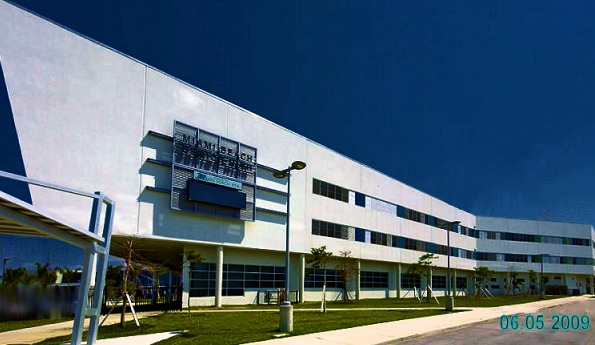
Escuela Secundaria Miami Beach

Las Escuelas Públicas del Condado de Miami-Dade (MDCPS por sus siglas en inglés) gestiona las escuelas públicas de Miami Beach:
Escuelas primarias:
- Escuela Elemental de Biscayne (Biscayne Elementary School)
- Escuela Elemental Ruth K. Broad de Bay Harbor (Ruth K. Broad Bay Harbor Elementary School)
- Escuela Elemental Fienberg-Fisher (Fienberg-Fisher Elementary School)
- Escuela Elemental de North Beach (North Beach Elementary School)
- Escuela Elemental de South Pointe (South Pointe Elementary School)
- Escuela Elemental de Treasure Island (Treasure Island Elementary School)

Escuelas medias y secundarias:
- Escuela Nautilus de Enseñanza Media (Nautilus Middle School)
- Escuela Secundaria Miami Beach

La Sistema de Bibliotecas Públicas de Miami-Dade tiene la Biblioteca North Beach y la Biblioteca South Beach.

## Ciudades hermanadas
- Santa Marta, Colombia
- Almonte, Huelva, España
- Basilea,[12] Basilea-Ciudad, Suiza
- Brampton, Ontario, Canadá
- Český Krumlov, Chequia
- San Miguel de Cozumel, Quintana Roo, México
- Fortaleza, Brasil
- Fujisawa, Japón
- Ica, Perú
- Marbella, Málaga, España
- Nahariya, Israel
- Pescara, Italia
- Las Terrenas, Samaná, República Dominicana